# Дьяблок (Кентуккі)
Дьяблок (англ. Diablock) — переписна місцевість (CDP) в США, в окрузі Перрі штату Кентуккі. Населення — 409 осіб (2020).

## Географія
Дьяблок розташований за координатами 37°13′43″ пн. ш. 83°10′16″ зх. д. / 37.22861° пн. ш. 83.17111° зх. д. (37.228549, -83.171058).  За даними Бюро перепису населення США в 2010 році переписна місцевість мала площу 0,55 км², з яких 0,51 км² — суходіл та 0,03 км² — водойми.

## Демографія
Згідно з переписом 2010 року, у переписній місцевості мешкали 453 особи в 195 домогосподарствах у складі 123 родин. Густота населення становила 827 осіб/км².  Було 215 помешкань (392/км²).
Расовий склад населення:
| - 96,9 % — білих - 1,5 % — чорних або афроамериканців - 0,4 % — корінних американців - 0,4 % — азіатів |

До двох чи більше рас належало 0,2 %. Частка іспаномовних становила 1,8 % від усіх жителів.
За віковим діапазоном населення розподілялося таким чином: 20,1 % — особи молодші 18 років, 65,3 % — особи у віці 18—64 років, 14,6 % — особи у віці 65 років та старші. Медіана віку мешканця становила 39,0 року. На 100 осіб жіночої статі у переписній місцевості припадало 91,9 чоловіків;  на 100 жінок у віці від 18 років та старших — 83,8 чоловіків також старших 18 років.
За межею бідності перебувало 17,4 % осіб, у тому числі 0,0 % дітей у віці до 18 років та 0,0 % осіб у віці 65 років та старших.
Цивільне працевлаштоване населення становило 201 осіб. Основні галузі зайнятості: освіта, охорона здоров'я та соціальна допомога — 37,8 %, мистецтво, розваги та відпочинок — 25,4 %, фінанси, страхування та нерухомість — 8,5 %, виробництво — 8,0 %.